# Karl-Heinz Ott

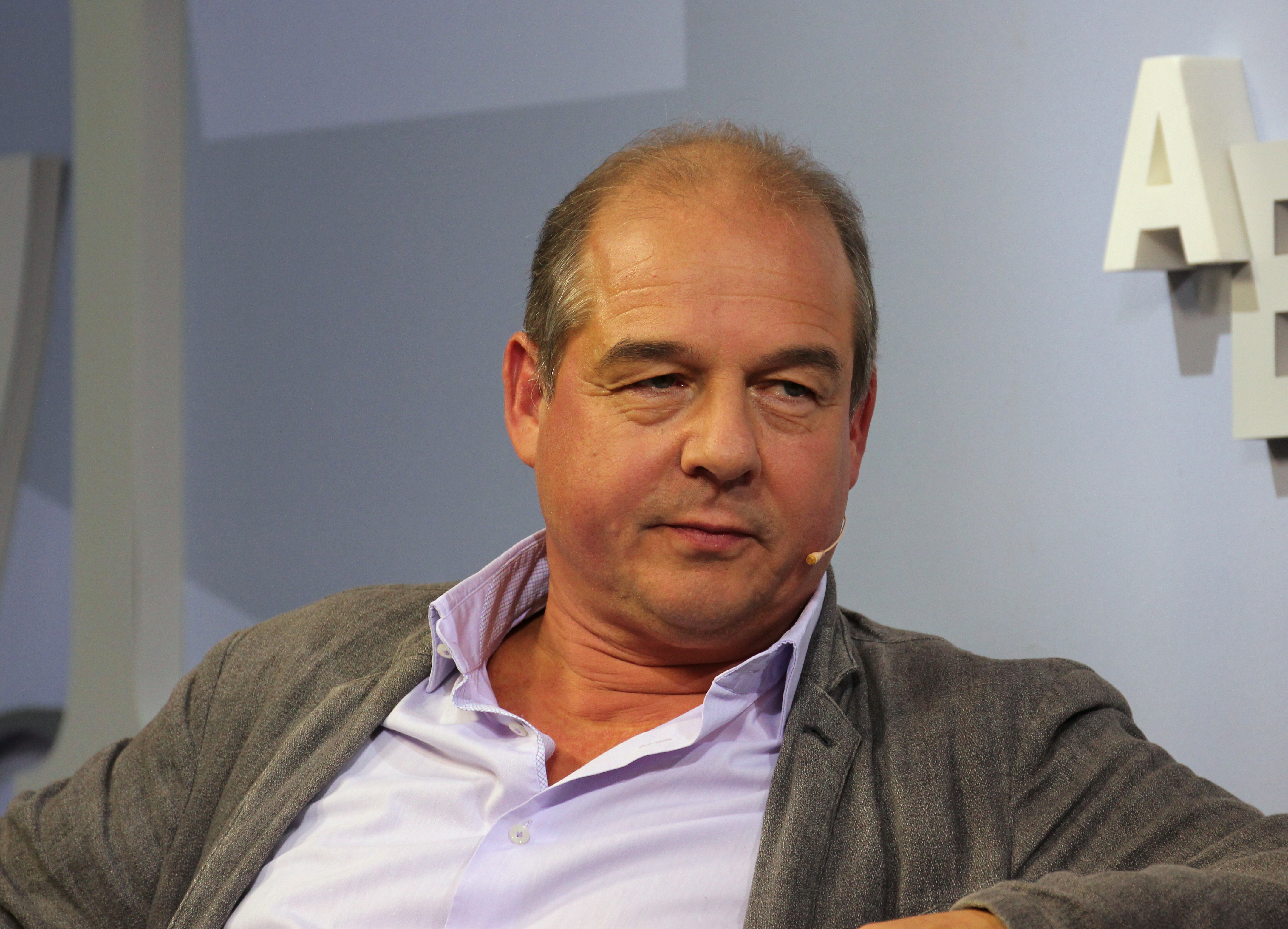
Karl-Heinz Ott auf der Frankfurter Buchmesse 2015

Karl-Heinz Ott (* 14. September 1957 in Ehingen (Donau)) ist ein deutscher Schriftsteller, Essayist und literarischer Übersetzer.

## Leben und Wirken
Karl-Heinz Ott wurde 1957 in Ehingen an der Donau geboren und wuchs in Oberdischingen auf. Er studierte Philosophie, Germanistik und Musikwissenschaft. Von 1986 bis 1989 war er Leiter der Schauspielmusik an der Württembergischen Landesbühne Esslingen und 1989 bis 1993 Leiter der Schauspielmusik und Dramaturg an den Städtischen Bühnen Freiburg. In den Jahren 1993 bis 1995 war er Chefdramaturg der Oper am Theater Basel. Seit 1996 ist er freischaffender Schriftsteller. 1998/99 war er vorwiegend am Theater am Neumarkt in Zürich tätig.
Neben seinen Romanen (Ins Offene, Endlich Stille, Ob wir wollen oder nicht, Wintzenried, Die Auferstehung, Und jeden Morgen das Meer) und Büchern über Georg Friedrich Händel und Beethoven schuf Ott Bühnenbearbeitungen von Platons Gastmahl (zusammen mit Stephan Müller) und Gerhard Meiers Baur und Bindschädler-Romanen. Des Weiteren schrieb er mehrere Theaterstücke zusammen mit Theresia Walser, ein Opern-Libretto (Arabische Pferde) mit Yōko Tawada sowie Radio-Features und -Essays für den SWR.  Reportagen und Essays veröffentlicht er in der Neuen Zürcher Zeitung, FAZ, Allmende u. a., dazu zahlreiche Beiträge in Anthologien und Theaterpublikationen.
Mit seinem Roman Und jeden Morgen das Meer (2018) sei ihm „ein außergewöhnliches, sehr herbstliches Buch geglückt“, urteilte Wolfgang Schneider. „Eine tiefe Melancholie ist dem Buch eingeschrieben, dennoch blitzt gelegentlich groteske Komik auf“, so Schneider.
Ott bekleidete 2006 in Mainz eine Poetikdozentur (Literatur als Form gewordene Gedankenmusik). Seit 2006 ist er Ordentliches Mitglied der Akademie der Wissenschaften und der Literatur Mainz und seit 2016 Ordentliches Mitglied der Bayerischen Akademie der Schönen Künste. Er ist Jury-Mitglied des Würth-Literaturpreises. Im Wintersemester 2011/12 war er, gemeinsam mit Theresia Walser, Inhaber der Poetikdozentur der Universität Koblenz-Landau. Er ist Mitglied des kulturpsychoanalytischen Workshops der Deutschen Psychoanalytischen Vereinigung.

## Auszeichnungen, Preise und Nominierungen
- 1998: Märkisches Stipendium für Literatur
- 1999: Thaddäus-Troll-Preis
- 1999: Förderpreis des Friedrich-Hölderlin-Preises der Stadt Bad Homburg
- 2001: Stipendium Künstlerhaus Edenkoben
- 2004: Stipendium Herrenhaus Edenkoben
- 2005: Alemannischer Literaturpreis[5]
- 2005: Nominiert für den Preis der Leipziger Buchmesse: Endlich Stille (Kategorie: Belletristik)
- 2006: Preis der LiteraTour Nord[6]
- 2006: Candide-Preis
- 2008: Longlist für den Deutschen Buchpreis: Ob wir wollen oder nicht
- 2009: Nominiert für den Preis der Leipziger Buchmesse: Tumult und Grazie (Kategorie: Sachbuch)
- 2009: Thomas-Valentin-Literaturpreis der Stadt Lippstadt
- 2012: Johann-Peter-Hebel-Preis
- 2014: Wolfgang-Koeppen-Preis
- 2018: London-Stipendium des Deutschen Literaturfonds
- 2021: Joseph-Breitbach-Preis

## Werke

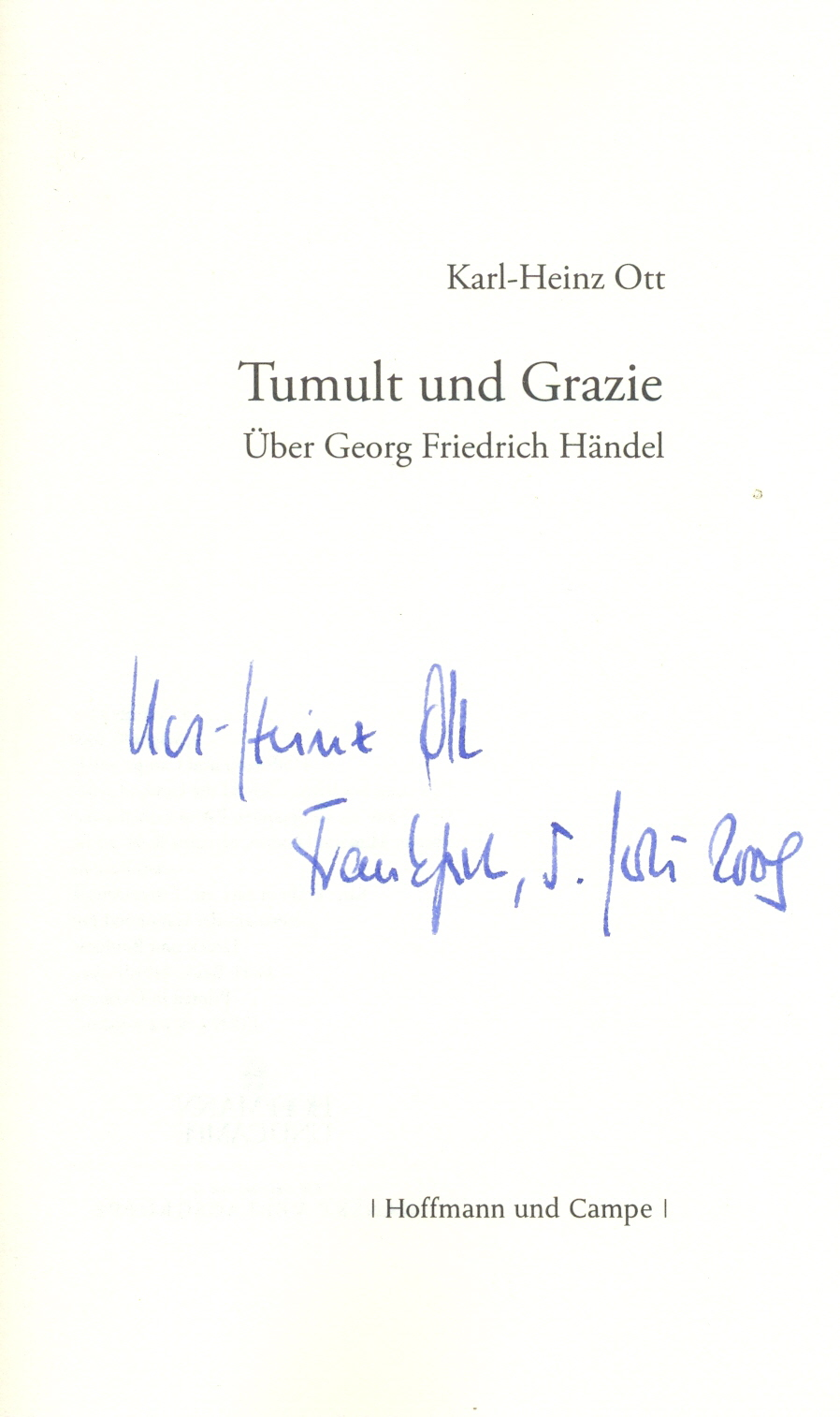
Autograph

### Literarische Werke
- Ins Offene. Roman. Residenz Verlag, Salzburg/Wien 1998; Neuauflage bei Hoffmann und Campe, Hamburg 2006. (Französisch: Que s’ouvre l’horizon. Übersetzt von Françoise Kenk, Phébus, Paris 2010.)
  - Für diesen Roman erhielt Ott den Förderpreis des Friedrich-Hölderlin-Preises der Stadt Bad Homburg und den Thaddäus-Troll-Preis.
- Endlich Stille. Roman. Hoffmann und Campe, Hamburg 2005. (Italienisch: Finalmente silenzio. Übersetzt von Paolo Scotini, Le Lettere, Florenz 2007. Französisch: Enfin le silence. Übersetzt von Françoise Kenk, Phébus, Paris 2008.)
  - Hierfür bekam Ott den Alemannischen Literaturpreis, den Candide-Preis sowie den Preis der LiteraTour Nord.
  - Als Hörbuch (Sprecher Bernd Geiling): Hoffmann und Campe, Hamburg 2007.
- Ob wir wollen oder nicht. Roman. Hoffmann und Campe, Hamburg 2008.
- Wintzenried. Roman. Hoffmann und Campe, Hamburg 2011, ISBN 978-3-455-40311-4.[7]
- Die Auferstehung. Roman. Hanser, München 2015. (Niederländisch: Het Testament. Übersetzt von Els Snick, Borgerhoff & Lamberigts, Gent 2021.)
  - Als Hörbuch (Sprecher Hans-Werner Meyer): Hörkultur, Dänikon/Zürich 2017.
  - Als Film (Regie: Niki Stein), mit Mathieu Carrière, Herbert Knaup, Joachim Król, Leslie Malton, Dominic Raacke u. a. SWR 2018
- Und jeden Morgen das Meer. Roman. Hanser, München 2018. (Niederländisch: Elke ochtend de zee. Übersetzt von Els Snick, Borgerhoff & Lamberigts, Gent 2019.)
- Die Heilung von Luzon. Roman. Hanser, München 2025.

### Essayistische Werke
- Heimatkunde Baden. Hoffmann und Campe, Hamburg 2007.
- Tumult und Grazie – Über Georg Friedrich Händel. Hoffmann und Campe, Hamburg 2008.
  - Als Hörbuch (Autor als Sprecher): Hoffmann und Campe, Hamburg 2009.
- Die vielen Abschiede von der Mimesis. Akademie der Wissenschaften und der Literatur Mainz, Jg. 2010 Nr. 1. Steiner Verlag, Stuttgart 2010.
- Rausch und Stille. Beethovens Sinfonien. Hoffmann und Campe, Hamburg 2019.
- Hölderlins Geister. Hanser, München 2019. ISBN 978-3-446-26376-5. (Bosnisch: Helderlinovi Duhovi. Übersetzt von Nikola B. Cvetković, ultimatum.rs, Beograd 2021.)
- Verfluchte Neuzeit. Eine Geschichte des reaktionären Denkens. Hanser, München 2022, ISBN 978-3-446-27097-8.

### Bühnenwerke
- Endlich Gäste. Stück in 13 Szenen. (Uraufführung Theater Freiburg 2002.) Verlag der Autoren, Frankfurt am Main 2002.
- Die Geierwally. Bühnenbearbeitung, zusammen mit Theresia Walser. (Uraufführung Staatstheater Karlsruhe 2002.) Verlag der Autoren, Frankfurt am Main 2003.
- Arabische Pferde. Libretto, zusammen mit Yoko Tawada. (Komposition: Juliane Klein. Aufführung am Flughafen Hannover 2003.) Edition Juliane Klein, Berlin 2003.
- Das Gastmahl. Bühnenbearbeitung von Platons Symposion, zusammen mit Stephan Müller. (Uraufführung Neumarkt Theater Zürich 1998.) Verlag der Autoren, Frankfurt am Main 2010.
- Die ganze Welt. Theaterstück, zusammen mit Theresia Walser. (Uraufführung Nationaltheater Mannheim 2010.) Rowohlt Theaterverlag 2010.
- Konstanz am Meer.  Theaterstück, zusammen mit Theresia Walser. (Uraufführung Konzilfestspiele Konstanz 2014). Rowohlt Theaterverlag 2013; Buch: Klöpfer & Meyer, Tübingen 2014.

### Radio-Essays und Features
- Die Stille vor dem Applaus. (SWR 2003)
- John Ashbery. (SWR 2003)
- Die Verdammten dieser Erde. Frantz Fanon und die postkoloniale Kultur. (SWR 2004)
- Die Bibel, Alligatoren und andere Dinge des Lebens. Elizabeth Bishop und Marianne Moore. (SWR 2004)
- Out of Wilderness. Der Lyriker Bob Dylan. (SWR 2004)
- Mimesis oder Imitation? (SWR 2004)
- Weltbilder und Bilderstürmer. (SWR 2005)
- Abschied vom alten Europa. Charles Olson und Robert Creeley am Black Mountain College. (SWR 2005)
- Die Bilder hinter der Landschaft. (SWR 2006)
- Mit Wagner und Hitchcock im Kino. (Zwei Vorträge von Beat Wyss und Karl-Heinz Ott; SWR 2006)
- Literatur als Form gewordene Gedankenmusik. (SWR 2006)
- Andächtige Aufklärung. (SWR 2010)
- Schimpf und Schande. (SWR 2011)[8]
- Das Gesetz des Herzens und der Wahnsinn des Eigendünkels. Zum 300. Geburtstag von Jean-Jacques Rousseau. (SWR 2012)[9]
- Die konservierte Welt. (SWR 2012)[10]
- Die Entzauberung der Welt. (SWR 2016)

### Nachwort
- zu Constance de Salm: 24 Stunden im Leben einer empfindsamen Frau. Hoffmann & Campe, Hamburg 2008 / Piper, München/Zürich 2010, ISBN 978-3-492-25346-8.
- Denis Diderot: Vier Erzählungen. Mit einem Nachwort von Karl-Heinz Ott. C.H. Beck Verlag, München 2013.
- Georges Simenon: Das Haus am Kanal. Mit einem Nachwort von Karl-Heinz Ott. Hoffmann und Campe, Hamburg 2018.
- Friedrich Hölderlin: Gedichte aus dem Turm. Mit einem Nachwort von Karl-Heinz Ott. Hanser Verlag, München 2020.

### Übersetzungen
- Philippe Claudel: Red du mir von Liebe. Rowohlt Theaterverlag 2009.
- Nathaniel Hawthorne: Das alte Pfarrhaus. Hoffmann und Campe, Hamburg 2011.[11]
- Guy de Maupassant: Es geht schnell, das Leben! Erzählungen. Hoffmann und Campe, Hamburg 2012.
- François-René de Chateaubriand: Kindheit in der Bretagne. Herausgegeben und übersetzt von Karl-Heinz Ott. Hoffmann und Campe, Hamburg 2018.
- Georges Simenon: Maigrets Pfeife. Übersetzt und mit einem Nachwort von Karl-Heinz Ott. Kampa Verlag, Zürich 2018
- R. C. Sherriff: Zwei Wochen am Meer. Roman. Aus dem Englischen und mit einem Nachwort von Karl-Heinz Ott. Unionsverlag, Zürich 2023
- Herman Melville: Bartleby, der Schreiber. Aus dem amerikanischen Englisch und mit einem Essay von Karl-Heinz Ott. Kampa Verlag, Zürich 2025

### Herausgabe
- Joseph von Eichendorff: Und es schweifen leise Schauer. Die schönsten Gedichte. Hg. u. mit einem Nachwort von Karl-Heinz Ott. Hoffmann und Campe, Hamburg 2011.
- Walter Benjamin: Berliner Kindheit um Neunzehnhundert. Mit einem Nachwort von Karl-Heinz Ott. Hoffmann und Campe, Hamburg 2013.
- Siegfried Lenz: Lesebuch. Ausgewählt und mit einem Vorwort von Karl-Heinz Ott. Atlantik Bücher, Hamburg 2017.